# Titanic, mille e una storia
Titanic: The Legend Goes On (em italiano:  Titanic, mille e una storia ou Titanic: La leggenda continua) é um filme de animação Espanhol-Italiano de  2000 sobre o naufrágio do RMS Titanic, escrito e dirigido por Camillo Teti.

## Elenco (voz)
Versão em italiano
- Francesca Guadagno  – Angelica
- Francesco Pezzulli – William
- Valeria Perilli  – Geltrude
- Claudia Pittelli  – Berenice
- Eliana Lupo  – Ortensia
- Stefania Romagnoli  – Amalia
- Lucio Saccone  – Gaston
- Luigi Ferraro  – Kirk
- Diego Reggente  – Dirk
- Mino Caprio – Sam
- Stefano Mondini – Stockard
- Pieraldo Ferrante  – Capitano
- Antonella Giannini  – Molly
- Letizia Ciampa – Pablito
- Graziella Polesinant  – Victoria
- Bobby Solo – Fritz

Versão em inglês
- Lisa Russo  – Angelica
- Mark Thompson-Ashworth  – William
- Caroline Yung  – Maxie the Mouse / Swedish Mouse
- Gregory Snegoff – Fritz / Geoffrey
- Giselle Matthews  – Gertrude
- Silva Benton  – Bernice
- Bianca Alessandra Ara  – Hortense
- Veronica Wells  – Corynthia
- Clive Riche  – Kirk
- Doug Meakin  – Dirk
- Jacques Stany  – Gaston
- Mickey Knox – Sam
- Edmund Purdom – Jeremy McFannel
- David Brandon – Stockard
- Kenneth Belton  –  Capitão Smith
- Pat Starke  – Molly
- Jill Tyler  – Victoria
- Susan Spifford  – mãe de Angelica (não creditada)

## Produção e lançamento
Titanic: The Legend Goes On ficou em produção por três anos. Foi lançado nos cinemas em 15 de setembro de 2000 na versão italiana e foi lançado em DVD no Canadá no julho seguinte.